# Vi rút Chandipura
Virus Chandipura (CHPV) là một thành viên của họ Rhabdoviridae có liên quan đến bệnh viêm não ở người. Nó lần đầu tiên được xác định vào năm 1965 sau khi cô lập khỏi máu của hai bệnh nhân từ làng Chandipura ở bang Maharashtra, Ấn Độ  và đã có sự liên kết với một số bệnh dịch não khác không rõ nguyên nhân ở miền trung Ấn Độ. Gần đây nhất xảy ra ở Andhra Pradesh và Maharashtra trong tháng 6-8 / 2003 với 329 trẻ em bị ảnh hưởng và 183 người chết. Các trường hợp và tử vong rải rác ở trẻ em được quan sát thấy ở bang Gujarat năm 2004.
Virus Chandipura đã được phân lập từ những con ruồi cát ở Ấn Độ và Tây Phi  và có lẽ lây lan qua nó cắn của nó. Sự hiện diện của virus ở châu Phi cho thấy sự phân bố rộng mặc dù không có trường hợp nào ở người được quan sát ở bên ngoài Ấn Độ..
Tầm quan trọng của virus Chandipura như một tác nhân gây bệnh của con người chưa được giải quyết do nghi ngờ về vai trò của nó trong các vụ dịch năm 2003 và 2004.

## Bùng phát gần đây
Năm 2003, 329 người chết trong vụ dịch tại Andhra Pradesh và Maharashtra. Trong năm 2009, virus đã lây nhiễm 52 người và cướp đi 15 mạng sống. Năm 2010, tổng số có 50 người nhiễm virus và 16 người chết. Đa số bệnh nhân nhiễm dưới 14 tuổi. Từ năm 2009 đến năm 2011, 110 người được xét nghiệm dương tính, và 11 người đã tử vong vào năm 2011.
Một vụ dịch ở Gujarat ở Kheda, Vadodara và Panchmahal đã giết chết 17 người trong năm 2010.
Ruồi cát bị nghi vì chúng sống trong các vết nứt trên tường hoặc phần của ngôi nhà làm bằng cát hoặc bùn. Các trường hợp lẻ tẻ xuất hiện ở Gujarat vào năm 2014 và 2016. Một cô gái đã chết tại Ahmedabad vào năm 2016.